# Pilismarót
Pilismarót ist eine ungarische Gemeinde im Kreis Esztergom im Komitat Komárom-Esztergom. Zur Gemeinde gehören die Ortsteile Basaharc und Dunapart.

## Geografische Lage
Pilismarót liegt am rechten Ufer der Donau. Nachbargemeinden sind Dömös und Esztergom.

## Geschichte
Die Geschichte der Ortschaft reicht bis in die Urgeschichte zurück. In der Gegend tauchten an über 40 Orten archäologische Funde auf, aber am bedeutendsten sind die Funde aus der Römerzeit. Die Siedlung befand sich an der Limes, hieß Ad Herculem und sie galt als eine große Kolonie mit einer ernsthaften Festung und Wachtürmen.
Die weitere Historie des Dorfes ist mit der Geschichte der Mönchsorden verbunden. Béla IV. gab das Dorf dem Orden der Benediktiner. König Sigismund übergab das Dorf später der Propstei von Esztergom. Das Dorf gehörte bis zum Jahre 1493 den Paulinern. Der Mühlental-Bach, genannt nach den hier ehemals mahlenden Mühlen, war angeblich ein beliebter Erholungs- und Picknickort von König Matthias. Unterwegs aus seinem Visegráder Schloss machte er hier gerne eine Pause nach der Jagd. In dem Tal von Miklós-deák (Student Nikolaus) saß angeblich Nikolaus, der Schreiber des Königs gerne.
Das Landhaus auf der Hauptstraße wurde von Gustav Heckenast errichtet. Die romantische Villa mit Holzsäulen und einer Etage wurde im Jahre 1860 gebaut. Laut der Erinnerungen hat Ferenc Deák in diesem Haus den Ausgleich mit Österreich ausgearbeitet. Vielleicht ist es nur eine Legende, aber es ist sicher, dass fast alle berühmten Schriftsteller und Dichter das Haus des berühmten Druckers Heckenast besuchten.
In der Mitte des Dorfes steht die im Jahre 1821 mit Portal und Turm gebaute römisch-katholische Kirche. Vor der Kirche steht die Statue des Dobozi Ehepaares. Laut Legenden flohen sie vor den Türken aus ihrem brennenden Haus. Die Frau von Mihály Dobozi bat darum von ihm erstochen zu werden, um den Türken nicht in die Hände zu fallen. Er fiel später in dem ungleichen Kampf gegen die Türken. Das Ereignis wird mit dem nahen Basaharc-Hügel verbunden.
Von weitem ist die protestantische Kirche zu sehen. Sie ist das älteste Gebäude des Dorfes. Ihre Grundsteine stammen aus der mittelalterlichen Zeit der Pauliner. Übernommen wurde sie von den Kalvinisten im Jahre 1786 als Joseph II., "der König mit dem Hut" die Orden per Dekret auflöste.
Der seit eh und je beliebte freie Strand ist einer der besten an Ungarns Donau. Deshalb hieß der Strand schon in den 1930er Jahren "Silberstrand" oder "Lido der Donau". Auch deshalb wurden die Erholungs- und Wochenendhäuser am Ufer gebaut.

## Gemeindepartnerschaften
- Hirschberg (Saale), Deutschland
- Kamenica nad Hronom, Slowakei[2]

## Sehenswürdigkeiten
- Ferenc-Rákóczi-Reliefgedenktafel, erschaffen in den 1980er Jahren von Tibor Borbás und János Konyorcsik (am Kulturhaus)
- Nepomuki-Szent-János-Statue (Nepomuki Szent János-szobor), erschaffen 1800
- Reformierte Kirche, ursprünglich in der zweiten Hälfte des 16. Jahrhunderts erbaut, 1686 erweitert, der Turm wurde 1924 hinzugefügt
- Römisch-katholische Kirche Szent Lőrinc, erbaut 1787–1792, erweitert 1810
- Weltkriegsdenkmal (Hősi emlékmű) erschaffen 1924 von Szigfrid Pongrácz

## Verkehr
Durch Pilismarót verläuft die Hauptstraße Nr. 11. Der nächstgelegene Bahnhof befindet sich in Esztergom. Weiterhin besteht eine Fährverbindung über die Donau nach Zebegény.

## Persönlichkeiten
- Gusztáv Gegus (1855–1933), Jurist und Minister